# サマルスキー石
サマルスキー石（サマルスキーせき、学名:Samarskite）は放射性を有する希土類鉱石のひとつであり、(YFe3+Fe2+U,Th,Ca)2(Nb,Ta)2O8（またはYFe3+Nb2O8 ）の組成を有するイットリウムサマルスキー石（Samarskite-(Y)）と(YbFe3+)2(Nb,Ta)2O8の組成を有するイッテルビウムサマルスキー石（Samarskite-(Yb)）が含まれる（ただし、イッテルビウムサマルスキー石については化学量論的に疑問視する声もある）。イットリウムサマルスキー石はまた、(Y,Fe3+,U)(Nb,Ta)O4という組成のものも存在する。このうちイッテルビウムサマルスキー石は希産であり、イットリウムサマルスキー石が最も普通であるため、通常こちらを指してサマルスキー石と呼ぶ。またサマルスカイトとも呼ばれる。

## 成分・種類

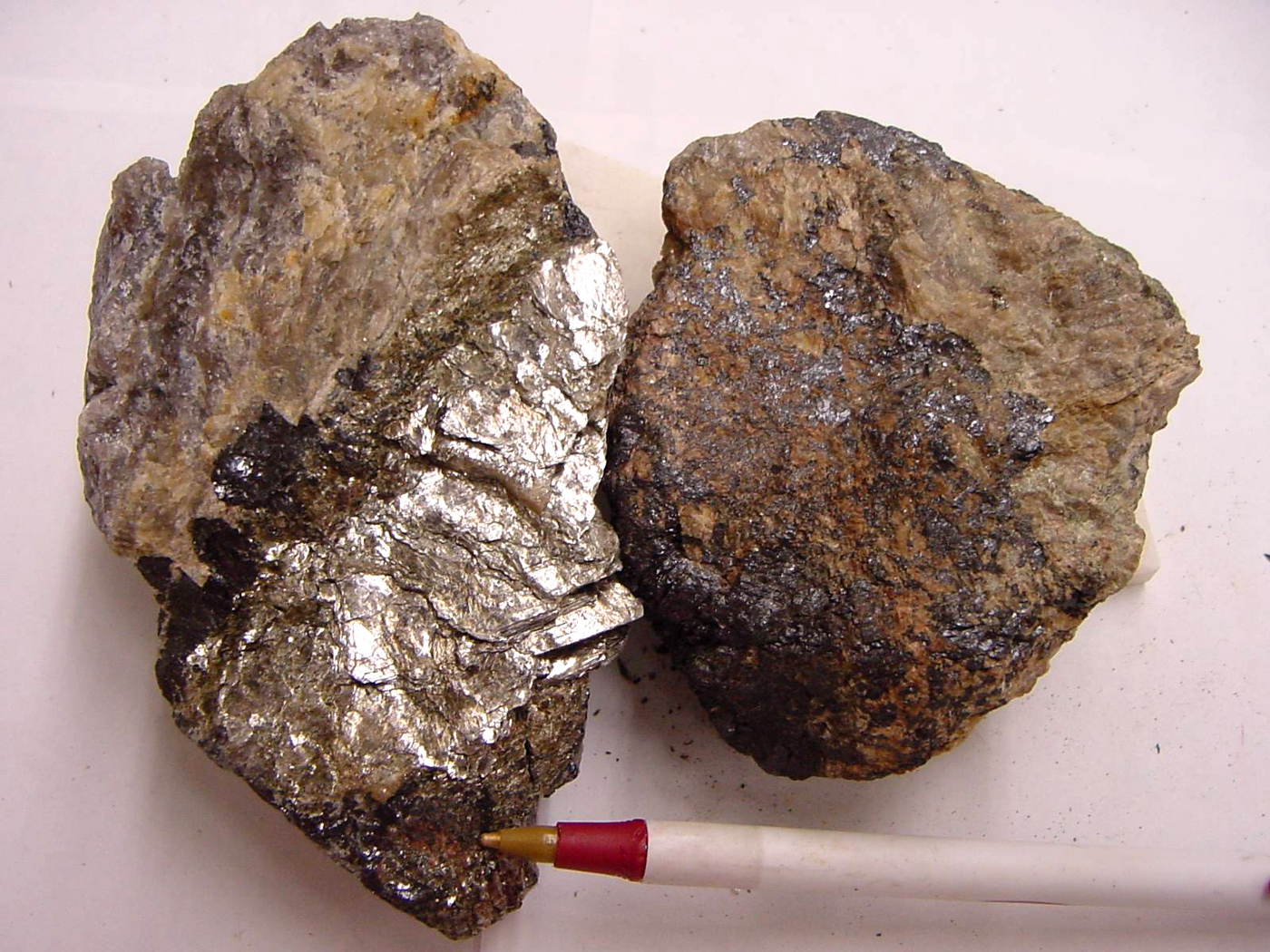
サマルスキー石の標本。新しい断面を露出させるために割られている。

サマルスキー石はずんぐりとした角柱状の黒から黄褐色を呈する斜方晶、双錐型の結晶として結晶化するが、通常は他形の塊として発見される。高濃度にウランを含有した試料は典型的なメタミクト鉱物であり、黄褐色の土皮に覆われて現れる。
サマルスキー石は希土類を含んだペグマタイト（巨晶花崗岩）中でコルンブ石、ジルコン、モナズ石、閃ウラン鉱、エシキン石、磁鉄鉱、曹長石、トパーズ、ベリル、ガーネット、白雲母および黒雲母のような他の希少鉱物と共に存在する。

## 産出地
サマルスキー石はロシアのウラル山脈南部に位置するイリメニ山脈のミアスで産出され、1847年に初めて記述された。元素のサマリウムは、1879年にサマルスキー石から初めて単離された。サマルスキー石という名称は、ロシアの鉱山役人であったワシーリー・サマルスキー＝ビホヴェッツ大佐 (1803–1870)に由来しており、サマリウムの元素名はサマルスキー石に由来する。
イッテルビウムサマルスキー石はアメリカのジェファーソン郡 (コロラド州)に流れる南プラット川のペグマタイト地帯で産出され、2004年に初めて記述された。
日本における産出は限定的であり、このうち福島県石川町のペグマタイト中に産するものは太平洋戦争末期に原子爆弾製造のために採掘された。

## サマルスキー石グループ
サマルスキー石及び類縁種については、メタミクトのため結晶構造が不明であり、複雑な元素組成のため理想化学組成も不明な点が多かった。
鉱石を加熱して結晶状態を復元したり、類似物質を合成し、X線結晶構造解析や電子線マイクロアナライザにかけるなどの実験が長年にわたって行われ、2019年になってようやくサマルスキー石グループの理想科学式がAMB2O8（A = Y, Ln, Th, U4+, Ca、M = Fe3+, Mn2+、B = Nb, Ta, Ti）であると判明した。この分析では、鉄がサマルスキー石においては必須成分とされている。
サマルスキー石グループに含まれる鉱物としては、イットリウムサマルスキー石、イッテルビウムサマルスキー石の他に、石川石、灰サマルスキー石、イットロタンタル石などが挙げられる。
2023年、国際鉱物学連合により「コルンブ石スーパーグループ」が定義され、「サマルスキー石グループ」はその中に組み入れられた。ただし、これらのうち石川石、灰サマルスキー石、イッテルビウムサマルスキー石は構造上のデータが不足しているとして暫定的メンバーに位置付けられ、ステータスがQuestionable（疑義あり）に変更されたため、今後さらなる検証が必要とされている。